# Никитин, Сергей Николаевич
Серге́й Никола́евич Ники́тин (23 января [4 февраля] 1851, Москва — 5 [18] ноября 1909, Санкт-Петербург) — русский геолог и географ, старший геолог Геологического комитета со дня его основания, председатель Гидрологического комитета, член-корреспондент Академии наук, член Санкт-Петербургского минералогического общества.

## Биография
Родился 23 января (4 февраля) 1851 года в Москве, в семье прозектора кафедры анатомии Московского университета.
Среднее образование получил в 5-й Московской гимназии, которую окончил с золотой медалью. Ещё гимназистом увлекся изучением ботаники и геологии и постоянно участвовал в летних экскурсиях, проводимых под руководством профессора Московского университета Г. Е. Щуровского в окрестностях Москвы.
В 1867 году поступил на естественное отделение физико-математического факультета Московского университета. В летние месяцы проводил те же экскурсии в качестве коллектора. В эти годы проявляет большой интерес к ботанике.
За первую самостоятельную научную работу, посвященную флоре Новой Земли, ему было присуждено ученое звание кандидата естественных наук. По окончании университета преподавал географию и ботанику в московских женских гимназиях, написал учебники по этим дисциплинам, выдержавшие несколько изданий.
Большую роль во всей последующей деятельности Сергея Николаевича сыграли общение и дружба с доцентом Московского университета К. О. Милошевичем, в то время только что вернувшимся после трехлетнего пребывания за границей, где он среди прочих вопросов с углубленным вниманием занимался изучением зонального метода стратиграфической параллелизации слоев по палеонтологическим данным, разрабатываемого немецкими геологами во главе с А. Оппелем. К. О. Милошевич ознакомил с этими работами С. Н. Никитина, и тот сразу увлекся ими, усмотрев в них для себя большие творческие возможности.
В 1874 году окончательно сложилось направление научной деятельности С. Н. Никитина — изучение геологии Русской равнины. А чтение лекций по минералогии и геологии на Московских женских естественно-исторических курсах, к которому С. Н. Никитин приступил в 1875 году, помогло ему систематизировать и углубить собственные знания в геологии. В процессе преподавания он освоил весь новейший материал по различным направлениям геологии. К этому времени (1874—1879 годы) относится его знакомство с рядом классических геологических разрезов различных систем (от силура до мела включительно) Русской равнины и составление обширной палеонтологической коллекции.
В 1879 году выступил с докладом «О стратиграфическом строении юры в бассейнах рек Москвы и Оки» на VI съезде русских естествоиспытателей и врачей, проходившем в Петербурге, а в 1880 году получил приглашение от Петербургского минералогического общества принять участие в его работах по составлению геологической карты России, которые велись начиная с 1866 года. С. Н. Никитину поручаются исследования в Костромской губернии, начатые ранее (1878) К. О. Милошевичем. Геологическая съемка, проведенная здесь С. Н. Никитиным в 1880 и 1881 годах, внесла много нового в познание геологии этой территории.
На собственные средства в 1879—1884 годах проводил исследования в центральных и северо-западных районах России и собрал богатый палеонтологический материал, который лег в основу монографии «Аммониты группы Amaltheus funiferus Phill» (1878). В 1879 году в Московском университете он защитил по этой теме диссертацию и получил степень магистра геологии и палеонтологии.
16 сентября 1880 года был избран действительным членом Минералогического общества. Всей своей деятельностью уже к началу 80-х годов зарекомендовал себя опытным разносторонним геологом, владеющим как новейшими методами палеонтолого-стратиграфических исследований, так и методами геологической съемки и составления геологических карт.
В 1882 году в Санкт-Петербурге был создан Геологический комитет для систематического исследования России в геологическом отношении и составления подробной геологической её карты. Первым директором его стал известный геолог академик Г. П. Гельмерсен, много сделавший для организации Комитета. Утверждённый штат этой новой организации был предельно мал: кроме директора, всего три старших и три младших геолога. Теперь успешная деятельность первого в России геологического учреждения целиком зависела от подбора кадров — энергичных, инициативных, всесторонне образованных геологов. Возможные кандидатуры на три вакантные должности старших геологов Комитета тщательно обсуждались и в итоге были избраны А. П. Карпинский, И. В. Мушкетов и С. Н. Никитин.
В 1882 году переезжает жить в Санкт-Петербург, и вся его последующая деятельность тесно связана с Геологическим комитетом.
В 1885—1888 годах участвовал в работе III (1885, Берлин) и IV (1888, Лондон) сессий Международного геологического конгресса. Находясь за границей, ознакомился с богатейшими палеонтологическими коллекциями ряда музеев Германии, Англии, Франции, посетил несколько классических разрезов мезозоя и кайнозоя.
В 1892 году возглавил крупную экспедицию, организованную Геологическим комитетом для исследования Зауральских степей Уральской области и Усть-Урта до пределов Хивы. Экспедиция выполнила большую разнообразную программу работ, включающую физико-географические, геологические, топографические, экономические и специальные железнодорожные исследования. Помимо общего руководства экспедицией, С. Н. Никитин осуществлял физико-географическое и геологическое изучение территории, при этом большое внимание уделял поверхностным и подземным водам края в связи с решением вопросов водоснабжения и искусственного орошения земель. Деятельность С. Н. Никитина в этой экспедиции была высоко оценена научной общественностью, и в 1894 году Русское географическое общество наградило его по представлению академика Ф. Б. Шмидта высшей своей наградой — Константиновской медалью.
В 1894 году участвовал в Цюрихе в работе 6 сессии Международного геологического конгресса, где был избран председателем международной комиссии по геологической библиографии, а также введен в состав организационного комитета будущей VII сессии Конгресса, которая состоялась в 1897 году в России. Благодаря дружной работе всех русских геологов и помощи правительственных учреждений Международный геологический конгресс в России прошел весьма успешно. Президентом Конгресса был А. П. Карпинский, а вице-президентами со стороны России — А. А. Иностранцев и С. Н. Никитин.
7 декабря 1902 года был избран членом-корреспондентом по разряду физическому Физико-математического отделения Императорской Санкт-Петербургской академии наук.
Скончался в ночь на 5 (18) ноября 1909 года в Санкт-Петербурге. Похоронен на участке Горного института Смоленского православного кладбища.

## Научная деятельность
Внес весомый вклад в развитие и становление многих направлений отечественной геологии (региональной, четвертичной, стратиграфии, геоморфологии, гидрогеологии и др.), а также палеонтологии.
Работы в области палеонтологии оказали большое влияние на развитие биостратиграфических исследований в нашей стране. Главнейшей работой  является переработка цефалопод среднерусской юры, установление действительных отношений русских и западноевропейских форм. Рассмотрел вопросы понимания вида в палеонтологии, ввел геологический элемент в определение вида.
Выделил  и описал московский, гжельский и серпуховский ярусы карбона.
Особенно выделялась научно-организационная сторона его деятельности — роль в становлении государственной геологической службы страны.

## Награды
- Премия Гельмерсена (1883) за палеонтологические работы от Императорской академией наук
- Константиновская медаль (1894)  за научную деятельность по геологии от Императорского географического о6щества[7].

## Память
Именем С.Н. Никитина названы: 
- Мыс Никитин на юге о. Большевик архипелага Северная Земля  (78°10′ с. ш. 101°42′ в. д.HGЯO)[8]
- 18 форм ископаемых организмов: 6 форм из класса головоногих моллюсков; 3 формы из класса замковых брахиопод; 2 формы из класса двустворчатых моллюсков; по 1 форме из подкласса фораминифер, из типа археоциат, из класса гидроидных, из класса коралловых полипов, из подкласса остракод, из класса криноидей и из класса беззамковых брахиопод.
- Клинско-Дмитровская морёная гряда, называемая также Смоленско-Московской возвышенностью, по инициативе Гаврилы Ивановича Танфильева была названа грядой С.Н.Никитина[9]

## Научные труды
Наиболее значительные публикации Никитина:
- Никитин С. Н. Аммониты группы Amaltheus funiferus Phill. // Bull. Soc. natur. Moscou. 1878. T. LIII, Pt. 2, N 3. P. 81-160.: 2 Taf.
- Никитин С. Н. Юрские образования между Рыбинском, Мологою и Мышкиным // Мат-лы для геолог. России. 1881. Т. X. С. 199—331: 7 л. таб.
- Nikitin S.N. Der Jura der Umgegand von Elatma. Palaeontologisch-geognostische Monographie. 1-te Lieferung // Nouv. mém. Soc. nat. Moscou. 1881. T. XIV. P. 1-51: 7 Taf.
- Никитин С. Н. Общая геологическая карта России. Лист 56. Ярославль, Ростов, Калязин, Весьегонск, Пошехонье. На основании наблюдений А. Дитмара, П. Ефремова, А. Крылова и С. Никитина // Тр. Геол. Ком. 1884. Т. I, № 2. С. 1-153: 3 таб.: 1 л. карт.
- Nikitin S.N. Der Jura der Umgegand von Elatma. Palaeontologisch-geognostische Monographie. 2-te Lieferung // Nouv. mém. Soc. Nat. Moscou. 1885. T. XV, Livr. 2. P. 1-28: 5 plan.
- Nikitin S.N. Die Cephalopodenfauna der Jurabildungen des Gouvernements Kostroma // Verhandl. d. Mineral. Gesellsch. Bd. XX. St.-Prb., 1885. S. 13-88: 8 Taf.
- Никитин С. Н. Задачи и деятельность геологических учреждений // Изв. Геол. Ком. 1885. Т. IV. С. 49-72 ; То же // Горный журнал. 1885. Т. 1, № 3. С. 425—440.
- Никитин С. Н. Географическое распространение юрских осадков в России // Горн. Журн. 1886. Т. IV, № 10. С. 96-149.
- Никитин С. Н. Послетретичные отложения Германии в их отношении к соответственным образованиям России // Изв. Геол. Ком. 1886. Т. V, № 3-4. С. 133—185.
- Никитин С. Н. Следы мелового периода в Центральной Poссии. // Тр. Геол. Ком. 1888. Т. V, № 2. 205 с.: 1 л. карт: 5 таб.
- Никитин С. Н. Каменноугольные отложения подмосковного края и артезианской воды под Москвою // Труды Геол. Ком. 1890. Т. V, № 5. С. 1-138 русского и 139—182 франц. текста: 3 палеонт. таб.
- Никитин С. Н. Общая геологическая карта Poссии. Лист 57-й. Москва // Там же. Т. V, № 1. С. I-Х, 1-282 русского и 283—302 франц. текста: геологич. и гипсометрич. карты и профили.
- Никитин С. Н. Гидрогеологический очерк Кирсановского уезда Тамбовской губ. // Изв. Геол. Ком. 1891. Т. X. № 6. С. 185—250.
- Никитин С., Карпинский А., Чернышев Ф., Соколов Н., Михальский А. и др. Геологическая карта Европейской России на 6 листах в масштабе 60 верст в дюйме СПб.: Изд-во Геол. Ком., 1893. 24 с.
- Никитин С. Н. Бассейн Волги // Тр. Экспед. по исследованию источников главнейших рек Европ. России. СПб.,1899. Х, 228 с.
- Никитин С. Н. Грунтовые и артезианские воды на русской равнине. Научно-популярные чтения по сельскому хозяйству и основным для него наукам. 4 лекции / под общей ред. проф. В. В. Докучаева. СПб., 1900. 71 с.
- Никитин С. Н., Карпинский А. П., Соколов Н. А., Чернышев Ф. Н., Лутугин Л. И. Международная геологическая карта Европы масштаба 1:1500 000. Лист 26(Е-4). 1901.
- Никитин С. Н., Карпинский А. П., Чернышев Ф. Н. Международная геологическая карта Европы масштаба 1:1 500 000. Лист 19(Е-3). 1901.
- Никитин С. Н. Cephalopoda Московской юры. // Тр. Геол. Ком. Нов. сер. 1916. Вып. 70. С. 1-61.